# 金森可英
金森 可英（かなもり ありてる、享保元年（1716年） - 安永3年3月5日（1774年4月15日））は、江戸時代の旗本、交代寄合。飛騨高山藩主金森家の、藩内分家の金森左京家第4代当主。左京亮。権九郎。金森可沢の次男で、金森近供の養子となり左京家を継いだ。左京家の祖は、第2代藩主・金森可重の五男金森重勝。
郡上一揆により、本家の美濃郡上藩主・金森頼錦が改易となった。藩内分知の左京家も同時に取潰しとなる可能性があったが、宝暦8年（1758年）12月に郡上藩内より、知行3千石のまま越前国南条郡、今立郡に領地を移された。同地の白崎（越前市）に陣屋を設置し、江戸屋敷を三田魚籃下に拝領した。金森氏の名跡は左京家が継承することとなり、交代寄合表御礼衆の幕府旗本として幕末まで存続し、現在に至る。
子女に長男可威（病弱で嗣子とならず）、土方行忠室、次男近忠（左京家を継ぐ）、三男重敬、四男滝川一通（滝川一名養子）、他に女子1名、養女に関政富の娘（のちに父の元に帰る）、金森頼錦の娘（井上正相室）。